# Kazuki Takahashi
Kazuki Takahashi (高橋 和希, Takahashi Kazuki, (Tokio, 4 oktober 1961 – Nago, 4 juli 2022) was een Japans mangaka en spelontwerper. Zijn bekendste creatie is Yu-Gi-Oh!.

## Carrière
Takahashi ging aan de slag als mangaka in 1982. Hij maakte zijn debuut met Tokiō no Tsuma (闘輝王の鷹) in 1990. Een van zijn vroege werken, Tennenshoku Danji Buray (天然色男児BURAY), was een tweedelige reeks die werd uitgegeven van 1991 tot 1992. Takahashi maakte zijn grote doorbraak in 1996 met Yu-Gi-Oh!, welke werd uitgegeven in Shueisha's Weekly Shonen Jump.
De manga Yu-Gi-Oh! leidde tot de productie van het gelijknamige ruilkaartspel door Konami. Oorspronkelijk was het kaartspel bedoeld als een one-shot in de manga en droeg het de titel "Magic and Wizards" (een referentie naar Magic: The Gathering en diens uitgeverij Wizards of the Coast). Shueisha ontving echter zoveel brieven van fans die vroegen naar meer informatie over "Magic and Wizards" dat Takahashi besloot om het spel een grotere rol te geven in het verhaal.
In 2013 publiceerde Weekly Shonen Jump de one-shot manga Drump, welke gebaseerd was op een nieuw spel van Takahashi.

## Samenwerkingen met andere kunstenaars
Takahashi werkte onder meer samen met Yoshio Sawai (Bobobo-bo Bo-bobo) en Mike Mignola (Hellboy).

## Privéleven
Takahashi speelde graag spellen zoals shogi, mahjong, kaartspellen en tabletop RPG's. Zijn favoriete manga waren Akira van Katsuhiro Otomo, JoJo's Bizarre Adventure van Hirohiko Araki en Dragon Ball van Akira Toriyama. Hij las ook graag Amerikaanse strips. Hellboy was zijn favoriete Amerikaanse strippersonage.
Op 6 juli 2022 werd er in het water in de Japanse stad Nago een lichaam gevonden dat snorkeluitrusting aan had. Een dag later maakten de Japanse autoriteiten bekend dat het om Takahashi ging. Uit zijn autopsie bleek dat hij waarschijnlijk al op 4 juli was overleden als gevolg van verdrinking en dat de haaienbeten die op zijn lichaam werden gevonden pas na zijn dood waren gezet.
- Bibsys: 5055339
- Biblioteca Nacional de España: XX4853432
- Bibliothèque nationale de France: cb13520005k (data)
- CiNii: DA1229310X
- Gemeinsame Normdatei: 1076308082
- International Standard Name Identifier: 0000 0001 1441 4325
- Library of Congress Control Number: nr2003011815
- Bibliotheek van het Japanse parlement: 00542773
- Nationale bibliotheek van Australië: 43076348
- Nederlandse Thesaurus van Auteursnamen: 253184878
- Système universitaire de documentation: 050222783
- Trove: 1458738
- Virtual International Authority File: 6468149198266374940001